# Michael Palmer
Michael Palmer (Nova Iorque, 11 de Maio de 1943) é um poeta, ligado ao grupo de poetas da chamada Language poetry e autor de livros de suspense policial norte-americano.
Nascido em Nova Iorque, em 1943. É autor de onze livros de suspense, todos voltadospara temas médicos. Além de escritor, é diretor associado da Massachusetts Medical Society Physician Health Services, engajado no tratamento de problemas psíquicos como desordens mentais, comportamentais e químico-dependência, incluindo alcoolismo. Palmer vive em Massachusetts, nos Estados Unidos. No Brasil, suas obras são publicadas pelas editoras Prumo e Rocco.

## Premiações
Ganhou diversos prêmios, entre eles:
- National Endowment for the Arts;
- Wallace Stevens Award da Academia de Poetas Norte-americanos;
- Lila Wallace-Reader’s Digest Writer’s Award;
- Guggenheim Foundation fellowship;
- American Award for Poetry;
- Shelley Memorial Prize da Sociedade de Poetas da América.

De 1999 a 2004, foi Chancellor da Academia de Poetas Norte-americanos.